# Агуэро, Серхио
Се́рхио Леоне́ль Агуэ́ро дель Касти́льо (исп. Sergio Leonel Agüero del Castillo; род. 2 июня 1988, Кильмес, провинция Буэнос-Айрес) — аргентинский футболист, выступавший на позиции нападающего за клубы «Индепендьенте», «Атлетико Мадрид», «Манчестер Сити» и «Барселона», а также за сборную Аргентины. 5 июля 2003 года стал самым молодым игроком, дебютировавшим в чемпионате Аргентины в возрасте 15 лет и 35 дней, побив тем самым предыдущий рекорд, принадлежавший Диего Марадоне с 1976 года. На своей футболке во время матчей чаще всего использовал прозвище Кун Агуэ́ро (исп. Kun Agüero).
Вызывался в юниорские и молодёжные сборные Аргентины на чемпионаты мира для 17-летних (в 2005) и 20-летних (в 2007) и оба раза побеждал на них. Выступал за Аргентину на Олимпийских играх в Пекине в 2008 году, где выиграл золотые медали и забил два гола в полуфинальной игре со сборной Бразилии. Принимал участие в трёх чемпионатах мира: 2010, 2014 (серебро) и 2018 годов. Всего на чемпионатах мира сыграл 12 матчей и забил 2 мяча. Участник Кубков Америки 2011, 2015 (серебро), 2016 (серебро), 2019 (бронза) и 2021 (золото) годов.
Агуэро перебрался в Европу в 2006 году, в команду чемпионата Испании «Атлетико Мадрид» за 23 млн евро из «Индепендьенте». Здесь забил 101 гол в 234 играх, побеждал в Лиге Европы и Суперкубке УЕФА 2010. В июле 2011 перешёл в «Манчестер Сити» за 35 млн фунтов стерлингов. В дебютном сезоне помог команде выиграть первый чемпионский титул за 44 года, забив победный гол в ворота «Куинз Парк Рейнджерс» на 94-й минуте в матче последнего тура. В 2012 году был признан игроком года по версии болельщиков «Манчестер Сити». Является лучшим бомбардиром в истории «Манчестер Сити».

## Биография
Серхио Агуэро родился 2 июня 1988 года в Кильмесе, пригороде Буэнос-Айреса в многодетной семье.

## Клубная карьера

### «Индепендьенте»
Серхио Агуэро присоединился к молодежной системе «Индепендьенте» в возрасте девяти лет. Он начал играть за команду, став самым молодым игроком, дебютировавшим в первом дивизионе в возрасте 15 лет и 35 дней (5 июля 2003 года против «Сан-Лоренсо»), когда тренер «Индепендьенте Оскар Руджери отправил Агуэро на поле в качестве замены Эмануэлю Ривасу на 69-й минуте матча. Его игра была хорошо принята прессой. Несмотря на ранний дебют, Серхио не был выбран Руджери и его сменщиком Освальдо Сосой до конца сезона 2002/03, появившись лишь один раз в Турне Клаусура. После прихода на пост тренера Хосе Омара Пасторисы, спустя семь месяцев после первого матча Агуэро вернулся в первую команду клуба, выиграв со счетом 4:2 у перуанского «Сьенсиано» в рамках группового этапа Кубка Либертадорес 2004 года. Это означало, что он также стал самым молодым игроком, участвовавшим в Кубке Либертадорес, и этот рекорд продержался три года. Месяц спустя Агуэро снова сыграл в матче Кубка Либертадорес против эквадорского клуба «Эль Насьональ». 19 июня Агуэро впервые провел полный 90-минутный матч в карьере: это случилось в матче против «Атлетико Рафаэла». Свой первый гол за «Индепендьенте» аргентинец забил 26 ноября в матче с «Эстудиантесом» (2:2), пробив на 22-й минуте из-за пределов штрафной площади. Агуэро стал регулярно играть в первой команде клуба и был выбран в молодёжную сборную Аргентины на Чемпионат мира 2005 года, который Аргентина выиграла.
В сезоне 2005/06 Агуэро забил 18 голов в 36 матчах чемпионата, пропустив две игры из-за дисквалификации. В матче с клубом «Расинг» 11 сентября, выигранном со счетом 4:0, Серхио прошел на дриблинге со своей половины поля и забил четвертый гол «Индепендьенте» ударом с левой ноги. Свою первую красную карточку он получил в Торнео Апертура, ударив соперника в матче против «Тиро Федераль». Его выдающиеся выступления в Аргентине вызвали интерес со стороны ряда крупных европейских клубов, и после нескольких месяцев спекуляций Агуэро в апреле объявил по телевизору, что намерен покинуть клуб по окончании сезона. До конца сезона уже ходили слухи о возможном переходе в мадридский «Атлетико». Поскольку его игры высоко оценивались в прессе, ходили разговоры о возможном вызове аргентинца на чемпионат мира 2006 года. В матче 17-го тура Торнео Клаусура против «Олимпо» (2:0) Агуэро получил свою пятую желтую карточку в сезоне. Это помешало ему сыграть свой последний матч за родной клуб в матче против «Бока Хуниорс» в Авельянеде неделю спустя. На глаза Агуэро навернулись слезы, что зафиксировали телекамеры. Агуэро, забивший второй гол «Индепендьенте» в матче, позже сказал: «Я думаю, что это был мой последний гол за "Индепендьенте"». Свой последний матч за клуб он провел две недели спустя, проиграв в гостях «Росарио Сентраль» со счетом 2:0. 30 мая Агуэро официально перешел в «Атлетико» за 20 млн евро, что стало рекордом для клуба.

### «Атлетико Мадрид»

#### Первый сезон и быстрый успех (2006—2009)
В мае 2006 года Агуэро перешел в  «Атлетико Мадрид» за сумму около 20 миллионов евро, побив предыдущий трансферный рекорд клуба. Он вызвал споры в начале своей карьеры в в Мадриде, использовав руки, чтобы забить победный гол в матче против «Рекреативо» 14 октября 2006 года. Это был всего лишь второй гол аргентинца за клуб, а первый состоялся 17 сентября в гостевой победе над «Атлетик Бильбао» со счетом 4:1. Он закончил свой первый сезон в Мадриде с семью голами во всех соревнованиях, и менеджер Хавьер Агирре помог ему освоиться в европейском футболе: «матрасники» заняли седьмое место, достаточное для того, чтобы квалифицироваться в Кубок Интертото УЕФА.
После ухода Фернандо Торреса в «Ливерпуль» летом 2007 года Агуэро занял место в стартовом составе «рохибланкос» и вскоре стал, пожалуй, самым важным игроком команды в возрасте всего 19 лет. В сезоне 2007/08 он стал третьим бомбардиром Ла Лиги, после Даниэля Гуиса и Луиса Фабиано, забив 19 голов, и занял второе место в номинации Приза Ди Стефано.
В сезоне 2008/09 Агуэро вновь стал постоянным бомбардиром «Атлетико», продолжая создавать смертоносное партнерство с уругвайским нападающим Диего Форланом, также бывшим игроком «Индепендьенте». 16 сентября он забил свои первые голы в Лиге чемпионов в гостевой победе над нидерландским ПСВ со счётом 3:0, что помогло «матрасникам» выйти в последний 16-й тур. В марте 2009 года Форлан и Агуэро оформили дубль в победе 4:3 над лидером чемпионата «Барселоной», причем последний забил победный гол на последних минутах матча. Благодаря большему количеству важных голов, забитых в концовке сезона, Агуэро вошел в десятку претендентов на Трофей Пичичи, который выиграл Форлан. «Атлетико» занял четвёртое место в чемпионате, получив право на участие в Лиге чемпионов следующего сезона.

#### Победа в Лиге Европы и уход из клуба (2009—2011)
Несмотря на то, что Агуэро не так часто забивал голы, он хорошо провёл сезон 2009/10. 3 ноября 2009 года аргентинец сделал дубль в ворота «Челси» на стадионе «Висенте Кальдерон», однако игра закончилась вничью — 2:2. «Атлетико»выбыл из борьбы, но вышел в финал Лиги Европы, где Диего Форлан забил два мяча в матче с английским клубом «Фулхэм» (2:1 в дополнительное время). Он также помог «матрасникам» выйти в финал кубка Испании, в котором команда проиграла «Севилье» 0:2.
27 августа 2010 года аргентинец отдал голевую передачу на Хосе Антонио Рейеса и забил  гол в матче за Суперкубок УЕФА, в котором «рохибланкос» обыграли миланский «Интернационале» со счётом 2:0. 4 января 2011 года Агуэро подписал новый контракт до 2014 года с заработной платой в 5,8 млн евро в год. На следующий день он был назначен новым вице-капитаном «Атлетико» после ухода Симана Саброзы в турецкий «Бешикташ». В конце января аргентинцем интересовался английский «Тоттенхэм Хотспур», который сделал предложение «рохибланкос» по приобретению Агуэро за 45 млн евро, однако мадридский клуб ответил отказом. Сезон 2010/11 стал, пожалуй, самым успешным для Агуэро в составе «матрасников»: он впервые в своей карьере забил 20 голов в чемпионате. В период с марта по май 2011 года он забил семь голов подряд, и ни один игрок в Европе не смог сравниться с ним в этом сезоне.
В конце мая 2011 года Агуэро объявил, что покидает «Атлетико». Главными претендентами на него были «Ювентус», «Реал Мадрид» и «Манчестер Сити».

### «Манчестер Сити»
28 июля 2011 года английский «Манчестер Сити» подтвердил, что Агуэро подписал с клубом пятилетний контракт. Сообщалось, что сумма сделки составила 35 млн фунтов стерлингов. В своём первом сезоне в «Сити» он получил футболку с номером 16 и, как и в «Атлетико», носил на ней имя «Кун Агуэро». Он вышел на замену в матче за Суперкубок Дублина против миланского «Интернационале» и остался на скамейке в поединке за Суперкубок Англии 2011 года против «Манчестер Юнайтед» (2:3). Тренер «горожан» Роберто Манчини посчитал, что Агуэро ещё не в форме. Агуэро дебютировал за «голубых» 15 августа 2011 года в матче Премьер-лиги против «Суонси Сити», в котором команда выиграла — 4:0. Агуэро вышел на замену на 59-й минуте и уже через девять минут забил свой первый гол за «Сити» после передачи от защитника Майки Ричардса. Затем он ассистировал Давиду Сильве. Агуэро завершил свой дебют, забив ещё раз в добавленное время. Его 30-минутный дебют получил восторженные отзывы футбольных журналистов, некоторые из них назвали его одним из лучших в английском футболе.
28 августа Агуэро забил свой третий гол в чемпионате, в матче с «Тоттенхэм Хотспур», который окончился разгромом — 5:1. В следующем матче против «Уиган Атлетик» он сделал свой первый хет-трик в Премьер-лиге. 18 сентября дважды забил на «Крейвен Коттедж» в матче с «Фулхэмом», но «небесно-голубые» сыграли вничью 2:2. Покинув поле из-за травмы во время матча против «Блэкберн Роверс» 1 октября, Агуэро вернулся в строй в матче группового этапа Лиги чемпионов УЕФА 2011/12 против «Вильярреала» 18 октября, где вышел на замену вместо Найджела де Йонга на 62-й минуте и забил победный мяч на 93-й минуте (2:1). 23 октября Агуэро принял участие в своём первом манчестерском дерби, забив на 69-й минуте. Матч закончился со счетом 6:1 в пользу «Сити».
По итогам чемпионата аргентинец стал третьим бомбардиром (23 мяча) после Робина Ван Перси и Уэйна Руни. 13 мая 2012 года в матче против «Куинз Парк Рейнджерс» на 94-й минуте забил победный мяч и принёс чемпионский титул «Манчестер Сити»; это был первый с 1968 года титул чемпиона Англии для клуба.
Следующий сезон сложился не столь удачно как для команды, так и для Агуэро: трофеев завоевать не удалось, а результативность нападающего заметно упала. 1 января 2013 года в домашнем матче против «Сток Сити» Агуэро получил серьёзную травму подколенного сухожилия, из-за которой по ходу матча был заменён на Карлоса Тевеса, а также пропустил несколько следующих матчей. Агуэро вернулся на поле 19 января, выйдя на замену на 81-й минуте в победном матче против «Фулхэма». 3 февраля Агуеро сравнял счёт в матче против «Ливерпуля», принеся ничью горожанам. 17 февраля Агуэро помог «Манчестер Сити» выйти в четвертьфинал Кубка Англии, дважды забив, а также отдав одну голевую передачу в домашней победе над «Лидс Юнайтед» со счётом 4:0. В матче против «Челси», который состоялся 24 февраля, Серхио получил травму колена. Это привело к тому, что он пропустил матчи сборной Аргентины в отборочном турнире чемпионата мира 2014 года против Венесуэлы и Боливии. 8 апреля, выйдя на замену на 73 минуте матча при счёте 1:1, забил победный гол в ворота принципиального соперника «Манчестер Юнайтед». Затем Агуэро забил гол, который помог «Манчестер Сити» победить «Челси» 14 апреля в полуфинале Кубка Англии и выйти в финал. Он забил свой следующий гол 27 апреля в домашней победе горожан против «Вест Хэм Юнайтед». Агуэро забил свой последний гол в сезоне в гостевом матче против «Рединга» 14 мая 2013 года. 25 мая 2013 года Агуэро продлил контракт с горожанами на один год, который оставил его в «Манчестер Сити» до 2017 года.
После травмы колена, из-за которой он пропустил все предсезонные игры горожан, Агуэро забил один гол в первом матче сезона 2013/14 в ворота «Ньюкасла» (4:0). 22 сентября сделал дубль в матче против «Манчестер Юнайтед» (4:1). 8 ноября 2013 года, забив пять мячей в четырёх матчах между 5 октября и 2 ноября, Агуэро впервые был удостоен звания игрока месяца английской Премьер-лиги. 14 декабря 2013 года Агуэро был заменён в победном матче против «Арсенала» из-за икроножной травмы, в связи с которой Серхио пропустил восемь матчей.
16 января 2014 года он вернулся после травмы в матче третьего раунда Кубка Англии против «Блэкберн Роверс», забив после выхода на замену (5:0). В следующем раунде кубка он забил свой первый хет-трик в сезоне в ворота «Уотфорда» (4:2). 29 января он забил свой 50-й гол в Премьер-лиге в победном матче против «Тоттенхэма», но был заменён из-за травмы подколенного сухожилия. 21 апреля 2014 года Агуэро забил свой первый гол с января в победном матче над «Вест Бромвич Альбион» со счётом 3:1.
3 октября 2015 года в матче Премьер-лиги Агуэро забил 5 мячей за 20 минут в ворота «Ньюкасл Юнайтед» (6:1).
16 сентября 2016 года продлил контракт с «Манчестер Сити» до 2020 года.
В первой игре Сити в сезоне 2018/19 Агуэро забил оба гола в матче Суперкубка Англии против «Челси», а первый гол стал для него 200-м за клуб. 19 августа 2018 года Агуэро сделал свой 9-й хет-трик в Премьер лиге в разгромной победе над «Хаддерсфилдом», закончившейся со счётом 6:1. 21 сентября Агуэро продлил контракт с клубом до 2021 года. 22 сентября, в своём 300-м матче за «Манчестер Сити», Агуэро забил первый гол в победном матче на выезде над «Кардифф Сити» со счётом 5:0.
25 августа 2019 года Агуэро забил свои 399-й и 400-й голы в своей профессиональной карьере в гостевой победе над «Борнмутом».
29 марта 2021 года было объявлено, что Агуэро покинет «Манчестер Сити» в конце сезона в связи с истечением контракта. 21 мая 2021 года стало известно, что Агуэро согласился подписать двухлетний контракт с «Барселоной».

### «Барселона»
31 мая 2021 года было объявлено, что Агуэро подписал двухлетний контракт с «Барселоной». Контракт вступает в силу с 1 июля 2021 года.
24 октября 2021 года Агуэро забил единственный гол за каталонский клуб в чемпионате Испании против «Реал Мадрида».
30 октября 2021 года в матче с «Алавесом» Агуэро был заменён из-за боли в груди. Обследование выявило у нападающего тахикардию.
15 декабря 2021 года Агуэро официально объявил о завершении карьеры из-за проблем с сердцем.

## Карьера в сборной
Летом 2019 года Серхио был приглашён в сборную для участия в Кубке Америки, который состоялся в Бразилии. В третьем матче группового этапа против Катара он отличился голом на 82-й минуте, а его команда победила со счётом 2:0. В матче за третье место против Чили забил гол на 11-й минуте, а его сборная победила 2:1 и стала третьей командой на турнире.

## Статистика выступлений

### Клубная карьера
| Клуб             | Сезон            | Лига | Лига | Кубки | Кубки | Кубки КОНМЕБОЛ / Еврокубки | Кубки КОНМЕБОЛ / Еврокубки | Прочие | Прочие | Итого | Итого |
| Клуб             | Сезон            | Игры | Голы | Игры  | Голы  | Игры                       | Голы                       | Игры   | Голы   | Игры  | Голы  |
| ---------------- | ---------------- | ---- | ---- | ----- | ----- | -------------------------- | -------------------------- | ------ | ------ | ----- | ----- |
| Индепендьенте    | 2002/03          | 1    | 0    | -     | -     | 0                          | 0                          | 0      | 0      | 1     | 0     |
| Индепендьенте    | 2003/04          | 5    | 0    | -     | -     | 2                          | 0                          | 0      | 0      | 7     | 0     |
| Индепендьенте    | 2004/05          | 12   | 5    | -     | -     | 0                          | 0                          | 0      | 0      | 12    | 5     |
| Индепендьенте    | 2005/06          | 36   | 18   | -     | -     | 0                          | 0                          | 0      | 0      | 36    | 18    |
| Индепендьенте    | Итого            | 54   | 23   | 0     | 0     | 2                          | 0                          | 0      | 0      | 56    | 23    |
| Атлетико Мадрид  | 2006/07          | 38   | 6    | 4     | 1     | 0                          | 0                          | 0      | 0      | 42    | 7     |
| Атлетико Мадрид  | 2007/08          | 37   | 19   | 4     | 2     | 9                          | 6                          | 0      | 0      | 50    | 27    |
| Атлетико Мадрид  | 2008/09          | 37   | 17   | 1     | 0     | 9                          | 4                          | 0      | 0      | 47    | 21    |
| Атлетико Мадрид  | 2009/10          | 31   | 12   | 7     | 1     | 16                         | 6                          | 0      | 0      | 54    | 19    |
| Атлетико Мадрид  | 2010/11          | 32   | 20   | 4     | 3     | 4                          | 3                          | 1      | 1      | 41    | 27    |
| Атлетико Мадрид  | Итого            | 175  | 74   | 20    | 7     | 38                         | 19                         | 1      | 1      | 234   | 101   |
| Манчестер Сити   | 2011/12          | 34   | 23   | 4     | 2     | 10                         | 5                          | 0      | 0      | 48    | 30    |
| Манчестер Сити   | 2012/13          | 30   | 12   | 4     | 3     | 5                          | 2                          | 1      | 0      | 40    | 17    |
| Манчестер Сити   | 2013/14          | 23   | 17   | 5     | 5     | 6                          | 6                          | 0      | 0      | 34    | 28    |
| Манчестер Сити   | 2014/15          | 33   | 26   | 2     | 0     | 7                          | 6                          | 0      | 0      | 42    | 32    |
| Манчестер Сити   | 2015/16          | 30   | 24   | 5     | 3     | 9                          | 2                          | 0      | 0      | 44    | 29    |
| Манчестер Сити   | 2016/17          | 31   | 20   | 6     | 5     | 8                          | 8                          | 0      | 0      | 45    | 33    |
| Манчестер Сити   | 2017/18          | 25   | 21   | 7     | 5     | 7                          | 4                          | 0      | 0      | 39    | 30    |
| Манчестер Сити   | 2018/19          | 33   | 21   | 5     | 3     | 7                          | 6                          | 1      | 2      | 46    | 32    |
| Манчестер Сити   | 2019/20          | 24   | 16   | 5     | 5     | 3                          | 2                          | 0      | 0      | 32    | 23    |
| Манчестер Сити   | 2020/21          | 12   | 4    | 1     | 0     | 7                          | 2                          | 0      | 0      | 20    | 6     |
| Манчестер Сити   | Итого            | 275  | 184  | 44    | 31    | 69                         | 43                         | 2      | 2      | 390   | 260   |
| Барселона        | 2021/22          | 4    | 1    | 0     | 0     | 1                          | 0                          | 0      | 0      | 5     | 1     |
| Барселона        | Итого            | 4    | 1    | 0     | 0     | 1                          | 0                          | 0      | 0      | 5     | 1     |
| Всего за карьеру | Всего за карьеру | 508  | 282  | 64    | 38    | 110                        | 62                         | 3      | 3      | 685   | 385   |

### Выступления за сборную
| Сборная          | Год              | Отборочные матчи ЧМ | Отборочные матчи ЧМ | Финальные матчи ЧМ | Финальные матчи ЧМ | Кубок Америки | Кубок Америки | Товарищеские матчи | Товарищеские матчи | Итого | Итого |
| Сборная          | Год              | Игры                | Голы                | Игры               | Голы               | Игры          | Голы          | Игры               | Голы               | Игры  | Голы  |
| ---------------- | ---------------- | ------------------- | ------------------- | ------------------ | ------------------ | ------------- | ------------- | ------------------ | ------------------ | ----- | ----- |
| Аргентина        | 2006             | -                   | -                   | -                  | -                  | -             | -             | 2                  | 0                  | 2     | 0     |
| Аргентина        | 2007             | 2                   | 1                   | -                  | -                  | -             | -             | 2                  | 0                  | 4     | 1     |
| Аргентина        | 2008             | 6                   | 2                   | -                  | -                  | -             | -             | 3                  | 2                  | 9     | 4     |
| Аргентина        | 2009             | 4                   | 1                   | -                  | -                  | -             | -             | 2                  | 1                  | 6     | 2     |
| Аргентина        | 2010             | -                   | -                   | 3                  | 0                  | -             | -             | 2                  | 2                  | 5     | 2     |
| Аргентина        | 2011             | 1                   | 1                   | -                  | -                  | 4             | 3             | 3                  | 1                  | 8     | 5     |
| Аргентина        | 2012             | 3                   | 2                   | -                  | -                  | -             | -             | 4                  | 0                  | 7     | 2     |
| Аргентина        | 2013             | 4                   | 2                   | -                  | -                  | -             | -             | 4                  | 3                  | 8     | 5     |
| Аргентина        | 2014             | -                   | -                   | 5                  | 0                  | -             | -             | 5                  | 2                  | 10    | 2     |
| Аргентина        | 2015             | 1                   | 0                   | -                  | -                  | 5             | 3             | 4                  | 7                  | 10    | 10    |
| Аргентина        | 2016             | 5                   | 0                   | -                  | -                  | 5             | 1             | 1                  | 0                  | 11    | 1     |
| Аргентина        | 2017             | 2                   | 0                   | -                  | -                  | -             | -             | 2                  | 2                  | 4     | 2     |
| Аргентина        | 2018             | -                   | -                   | 4                  | 2                  | -             | -             | 1                  | 1                  | 5     | 3     |
| Аргентина        | 2019             | -                   | -                   | -                  | -                  | 6             | 2             | 2                  | 1                  | 8     | 3     |
| Аргентина        | 2021             | -                   | -                   | -                  | -                  | 4             | 0             | -                  | -                  | 4     | 0     |
| Всего за карьеру | Всего за карьеру | 28                  | 9                   | 12                 | 2                  | 24            | 9             | 37                 | 22                 | 101   | 42    |

### Матчи и голы за сборную
| Матчи и голы Серхио Агуэро за сборную Аргентины | Матчи и голы Серхио Агуэро за сборную Аргентины | Матчи и голы Серхио Агуэро за сборную Аргентины | Матчи и голы Серхио Агуэро за сборную Аргентины | Матчи и голы Серхио Агуэро за сборную Аргентины | Матчи и голы Серхио Агуэро за сборную Аргентины |
| №                                               | Дата                                            | Соперник                                        | Счёт                                            | Голы                                            | Соревнование                                    |
| ----------------------------------------------- | ----------------------------------------------- | ----------------------------------------------- | ----------------------------------------------- | ----------------------------------------------- | ----------------------------------------------- |
| 1                                               | 3 сентября 2006                                 | Бразилия                                        | 0:3                                             | -                                               | Товарищеский матч                               |
| 2                                               | 11 октября 2006                                 | Испания                                         | 1:2                                             | -                                               | Товарищеский матч                               |
| 3                                               | 7 февраля 2007                                  | Франция                                         | 1:0                                             | -                                               | Товарищеский матч                               |
| 4                                               | 11 сентября 2007                                | Австралия                                       | 1:0                                             | -                                               | Товарищеский матч                               |
| 5                                               | 13 октября 2007                                 | Чили                                            | 2:0                                             | -                                               | Отборочные матчи ЧМ-2010                        |
| 6                                               | 17 ноября 2007                                  | Боливия                                         | 3:0                                             | 1                                               | Отборочные матчи ЧМ-2010                        |
| 7                                               | 26 марта 2008                                   | Египет                                          | 2:0                                             | 1                                               | Товарищеский матч                               |
| 8                                               | 4 июня 2008                                     | Мексика                                         | 4:1                                             | 1                                               | Товарищеский матч                               |
| 9                                               | 7 июня 2008                                     | США                                             | 0:0                                             | -                                               | Товарищеский матч                               |
| 10                                              | 15 июня 2008                                    | Эквадор                                         | 1:1                                             | -                                               | Отборочные матчи ЧМ-2010                        |
| 11                                              | 18 июня 2008                                    | Бразилия                                        | 0:0                                             | -                                               | Отборочные матчи ЧМ-2010                        |
| 12                                              | 6 сентября 2008                                 | Парагвай                                        | 1:1                                             | 1                                               | Отборочные матчи ЧМ-2010                        |
| 13                                              | 10 сентября 2008                                | Перу                                            | 1:1                                             | -                                               | Отборочные матчи ЧМ-2010                        |
| 14                                              | 11 октября 2008                                 | Уругвай                                         | 2:1                                             | 1                                               | Отборочные матчи ЧМ-2010                        |
| 15                                              | 15 октября 2008                                 | Чили                                            | 0:1                                             | -                                               | Отборочные матчи ЧМ-2010                        |
| 16                                              | 11 февраля 2009                                 | Франция                                         | 2:0                                             | -                                               | Товарищеский матч                               |
| 17                                              | 28 марта 2009                                   | Венесуэла                                       | 4:0                                             | 1                                               | Отборочные матчи ЧМ-2010                        |
| 18                                              | 6 июня 2009                                     | Колумбия                                        | 1:0                                             | -                                               | Отборочные матчи ЧМ-2010                        |
| 19                                              | 12 августа 2009                                 | Россия                                          | 3:2                                             | 1                                               | Товарищеский матч                               |
| 20                                              | 5 сентября 2009                                 | Бразилия                                        | 1:3                                             | -                                               | Отборочные матчи ЧМ-2010                        |
| 21                                              | 9 сентября 2009                                 | Парагвай                                        | 0:1                                             | -                                               | Отборочные матчи ЧМ-2010                        |
| 22                                              | 24 мая 2010                                     | Канада                                          | 5:0                                             | 1                                               | Товарищеский матч                               |
| 23                                              | 17 июня 2010                                    | Республика Корея                                | 4:1                                             | -                                               | Финальные матчи ЧМ-2010                         |
| 24                                              | 22 июня 2010                                    | Греция                                          | 2:0                                             | -                                               | Финальные матчи ЧМ-2010                         |
| 25                                              | 3 июля 2010                                     | Германия                                        | 0:4                                             | -                                               | Финальные матчи ЧМ-2010                         |
| 26                                              | 7 сентября 2010                                 | Испания                                         | 4:1                                             | 1                                               | Товарищеский матч                               |
| 27                                              | 20 июня 2011                                    | Албания                                         | 4:0                                             | 1                                               | Товарищеский матч                               |
| 28                                              | 1 июля 2011                                     | Боливия                                         | 1:1                                             | 1                                               | Кубок Америки 2011                              |
| 29                                              | 6 июля 2011                                     | Колумбия                                        | 0:0                                             | -                                               | Кубок Америки 2011                              |
| 30                                              | 11 июля 2011                                    | Коста-Рика                                      | 3:0                                             | 2                                               | Кубок Америки 2011                              |
| 31                                              | 16 июля 2011                                    | Уругвай                                         | 1:1 (4:5 пен.)                                  | -                                               | Кубок Америки 2011                              |
| 32                                              | 2 сентября 2011                                 | Венесуэла                                       | 1:0                                             | -                                               | Товарищеский матч                               |
| 33                                              | 6 сентября 2011                                 | Нигерия                                         | 3:1                                             | -                                               | Товарищеский матч                               |
| 34                                              | 15 ноября 2011                                  | Колумбия                                        | 2:1                                             | 1                                               | Отборочные матчи ЧМ-2014                        |
| 35                                              | 29 февраля 2012                                 | Швейцария                                       | 3:1                                             | -                                               | Товарищеский матч                               |
| 36                                              | 2 июня 2012                                     | Эквадор                                         | 4:0                                             | 1                                               | Отборочные матчи ЧМ-2014                        |
| 37                                              | 9 июня 2012                                     | Бразилия                                        | 4:3                                             | -                                               | Товарищеский матч                               |
| 38                                              | 15 августа 2012                                 | Германия                                        | 3:1                                             | -                                               | Товарищеский матч                               |
| 39                                              | 12 октября 2012                                 | Уругвай                                         | 3:0                                             | 1                                               | Отборочные матчи ЧМ-2014                        |
| 40                                              | 16 октября 2012                                 | Чили                                            | 2:1                                             | -                                               | Отборочные матчи ЧМ-2014                        |
| 41                                              | 14 ноября 2012                                  | Саудовская Аравия                               | 0:0                                             | -                                               | Товарищеский матч                               |
| 42                                              | 6 февраля 2013                                  | Швеция                                          | 3:2                                             | 1                                               | Товарищеский матч                               |
| 43                                              | 7 июня 2013                                     | Колумбия                                        | 0:0                                             | -                                               | Отборочные матчи ЧМ-2014                        |
| 44                                              | 11 июня 2013                                    | Эквадор                                         | 1:1                                             | 1                                               | Отборочные матчи ЧМ-2014                        |
| 45                                              | 14 июня 2013                                    | Гватемала                                       | 4:0                                             | -                                               | Товарищеский матч                               |
| 46                                              | 10 сентября 2013                                | Парагвая                                        | 5:2                                             | 1                                               | Отборочные матчи ЧМ-2014                        |
| 47                                              | 11 октября 2013                                 | Греция                                          | 3:1                                             | -                                               | Отборочные матчи ЧМ-2014                        |
| 48                                              | 15 ноября 2013                                  | Эквадор                                         | 0:0                                             | -                                               | Товарищеский матч                               |
| 49                                              | 18 ноября 2013                                  | Босния и Герцеговина                            | 2:0                                             | 2                                               | Товарищеский матч                               |
| 50                                              | 5 марта 2014                                    | Румыния                                         | 0:0                                             | -                                               | Товарищеский матч                               |
| 51                                              | 7 июня 2014                                     | Словения                                        | 2:0                                             | -                                               | Товарищеский матч                               |
| 52                                              | 15 июня 2014                                    | Босния и Герцеговина                            | 2:1                                             | -                                               | Финальные матчи ЧМ-2014                         |
| 53                                              | 21 июня 2014                                    | Иран                                            | 1:0                                             | -                                               | Финальные матчи ЧМ-2014                         |
| 54                                              | 25 июня 2014                                    | Нигерия                                         | 3:2                                             | -                                               | Финальные матчи ЧМ-2014                         |
| 55                                              | 9 июля 2014                                     | Нидерланды                                      | 0:0 (4:2 пен.)                                  | -                                               | Финальные матчи ЧМ-2014                         |
| 56                                              | 13 июля 2014                                    | Германия                                        | 0:1                                             | -                                               | Финальные матчи ЧМ-2014                         |
| 57                                              | 3 сентября 2014                                 | Германия                                        | 4:2                                             | 1                                               | Товарищеский матч                               |
| 58                                              | 11 октября 2014                                 | Бразилия                                        | 0:2                                             | -                                               | Товарищеский матч                               |
| 59                                              | 12 ноября 2014                                  | Хорватия                                        | 2:1                                             | 1                                               | Товарищеский матч                               |
| 60                                              | 31 марта 2015                                   | Эквадор                                         | 2:1                                             | 1                                               | Товарищеский матч                               |
| 61                                              | 7 июня 2015                                     | Боливия                                         | 5:0                                             | 3                                               | Товарищеский матч                               |
| 62                                              | 13 июня 2015                                    | Парагвай                                        | 2:2                                             | 1                                               | Кубок Америки 2015                              |
| 63                                              | 16 июня 2015                                    | Уругвай                                         | 1:0                                             | 1                                               | Кубок Америки 2015                              |
| 64                                              | 26 июня 2015                                    | Колумбия                                        | 0:0 (5:4 пен.)                                  | -                                               | Кубок Америки 2015                              |
| 65                                              | 30 июня 2015                                    | Парагвай                                        | 6:1                                             | 1                                               | Кубок Америки 2015                              |
| 66                                              | 4 июля 2015                                     | Чили                                            | 0:0 (1:4 пен.)                                  | -                                               | Кубок Америки 2015                              |
| 67                                              | 5 сентября 2015                                 | Боливия                                         | 7:0                                             | 2                                               | Товарищеский матч                               |
| 68                                              | 9 сентября 2015                                 | Мексика                                         | 2:2                                             | 1                                               | Товарищеский матч                               |
| 69                                              | 9 октября 2015                                  | Эквадор                                         | 0:2                                             | -                                               | Отборочные матчи ЧМ-2018                        |
| 70                                              | 24 марта 2016                                   | Чили                                            | 2:1                                             | -                                               | Отборочные матчи ЧМ-2018                        |
| 71                                              | 30 марта 2016                                   | Боливия                                         | 2:0                                             | -                                               | Отборочные матчи ЧМ-2018                        |
| 72                                              | 28 мая 2016                                     | Гондурас                                        | 1:0                                             | -                                               | Товарищеский матч                               |
| 73                                              | 6 июня 2016                                     | Чили                                            | 2:1                                             | -                                               | Кубок Америки 2016                              |
| 74                                              | 10 июня 2016                                    | Панама                                          | 5:0                                             | 1                                               | Кубок Америки 2016                              |
| 75                                              | 14 июня 2016                                    | Боливия                                         | 3:0                                             | -                                               | Кубок Америки 2016                              |
| 76                                              | 18 июня 2016                                    | Венесуэла                                       | 4:1                                             | -                                               | Кубок Америки 2016                              |
| 77                                              | 26 июня 2016                                    | Чили                                            | 0:0 (2:4 пен.)                                  | -                                               | Кубок Америки 2016                              |
| 78                                              | 6 октября 2016                                  | Перу                                            | 2:2                                             | -                                               | Отборочные матчи ЧМ-2018                        |
| 79                                              | 11 октября 2016                                 | Парагвай                                        | 0:1                                             | -                                               | Отборочные матчи ЧМ-2018                        |
| 80                                              | 11 ноября 2016                                  | Бразилия                                        | 0:3                                             | -                                               | Отборочные матчи ЧМ-2018                        |
| 81                                              | 23 марта 2017                                   | Чили                                            | 1:0                                             | -                                               | Отборочные матчи ЧМ-2018                        |
| 82                                              | 28 марта 2017                                   | Боливия                                         | 0:2                                             | -                                               | Отборочные матчи ЧМ-2018                        |
| 83                                              | 11 ноября 2017                                  | Россия                                          | 1:0                                             | 1                                               | Товарищеский матч                               |
| 84                                              | 14 ноября 2017                                  | Нигерия                                         | 2:4                                             | 1                                               | Товарищеский матч                               |
| 85                                              | 30 мая 2018                                     | Гаити                                           | 4:0                                             | 1                                               | Товарищеский матч                               |
| 86                                              | 16 июня 2018                                    | Исландия                                        | 1:1                                             | 1                                               | Финальные матчи ЧМ-2018                         |
| 87                                              | 21 июня 2018                                    | Хорватия                                        | 0:3                                             | -                                               | Финальные матчи ЧМ-2018                         |
| 88                                              | 26 июня 2018                                    | Нигерия                                         | 2:1                                             | -                                               | Финальные матчи ЧМ-2018                         |
| 89                                              | 30 июня 2018                                    | Франция                                         | 3:4                                             | 1                                               | Финальные матчи ЧМ-2018                         |
| 90                                              | 7 июня 2019                                     | Никарагуа                                       | 5:1                                             | -                                               | Товарищеский матч                               |
| 91                                              | 15 июня 2019                                    | Колумбия                                        | 0:2                                             | -                                               | Кубок Америки 2019                              |
| 92                                              | 19 июня 2019                                    | Парагвай                                        | 1:1                                             | -                                               | Кубок Америки 2019                              |
| 93                                              | 23 июня 2019                                    | Катар                                           | 2:0                                             | 1                                               | Кубок Америки 2019                              |
| 94                                              | 28 июня 2019                                    | Венесуэла                                       | 2:0                                             | -                                               | Кубок Америки 2019                              |
| 95                                              | 3 июля 2019                                     | Бразилия                                        | 0:2                                             | -                                               | Кубок Америки 2019                              |
| 96                                              | 6 июля 2019                                     | Чили                                            | 2:1                                             | 1                                               | Кубок Америки 2019                              |
| 97                                              | 18 ноября 2019                                  | Уругвай                                         | 2:2                                             | 1                                               | Товарищеский матч                               |
| 98                                              | 14 июня 2021                                    | Чили                                            | 1:1                                             | -                                               | Кубок Америки 2021                              |
| 99                                              | 21 июня 2021                                    | Парагвай                                        | 1:0                                             | -                                               | Кубок Америки 2021                              |
| 100                                             | 28 июня 2021                                    | Боливия                                         | 4:1                                             | -                                               | Кубок Америки 2021                              |
| 101                                             | 3 июля 2021                                     | Эквадор                                         | 3:0                                             | -                                               | Кубок Америки 2021                              |

Итого: 101 матч / 42 гола; 60 побед, 24 ничьи, 17 поражений.

## Достижения

### Командные
«Атлетико Мадрид»
- Победитель Кубка Интертото: 2007
- Победитель Лиги Европы УЕФА: 2010
- Обладатель Суперкубка УЕФА: 2010

«Манчестер Сити»
- Чемпион Англии (5): 2011/12, 2013/14, 2017/18, 2018/19, 2020/21
- Обладатель Кубка Англии: 2018/19
- Обладатель Суперкубка Англии (3): 2012, 2018, 2019
- Обладатель Кубка Футбольной лиги (6): 2013/14, 2015/16, 2017/18, 2018/19, 2019/20, 2020/21
- Финалист Лиги Чемпионов УЕФА: 2020/21

Сборная Аргентины
- Обладатель Кубка Америки: 2021
- Победитель молодёжного чемпионата мира (2): 2005, 2007
- Чемпион Олимпийских игр: 2008
- Серебряный призёр чемпионата мира: 2014
- Серебряный призёр Кубка Америки: 2015, 2016

### Личные
- Лучший иностранный игрок чемпионата Испании: 2007/08
- Лучший бомбардир в истории «Манчестер Сити»: 260 голов
- Игрок месяца английской Премьер-лиги (7): октябрь 2013, ноябрь 2014, январь 2016, апрель 2016, январь 2018, февраль 2019, январь 2020[84]
- Лучший бомбардир английской Премьер-лиги: 2014/15
- Лучший бомбардир молодёжного чемпионата мира 2007 (6 мячей)
- Лучший игрок молодёжного чемпионата мира 2007
- Лучший молодой игрок 2007 года по версии ФИФА
- Обладатель премии Golden Boy: 2007
- Обладатель трофея ЕФЕ: 2008
- Лучший бомбардир английской Премьер-лиги среди иностранцев: 179 голов
- Обладатель награды Golden Boot Landmark Award: 2014/15
- Игрок года по версии болельщиков ПФА: 2014
- Входит в состав команды года по версии PFA (2): 2017/18, 2018/19
- Введён в Зал славы английской Премьер-лиги[85]

## Факты
- Стал самым молодым игроком в истории аргентинского первого дивизиона, выйдя на поле в возрасте 15 лет и 35 дней (7 июля 2003 года в составе «Индепендьенте» против «Сан-Лоренсо»), побив при этом рекорд Диего Марадоны.
- Имеет паспорт подданного Испании[86].
- Был женат на дочери Диего Марадоны[87]. 19 февраля 2009 стал отцом: жена Джаннина родила сына Бенхамина (уменьшительно Бенха)[88]. Крёстным отцом является Лионель Месси[89].
- Одна из версий происхождения прозвища «Кун»: Серхио постоянно пытался изображать героя одного японского мультфильма по имени Кум Кум, но младшие братья правильно выговорить имя персонажа не могли, и получился «Кун»[90].
- Является самым титулованным игроком «Манчестер Сити» с 15 трофеями[91].
- Выигрывал английскую Премьер-лигу пять раз — больше, чем любой другой южноамериканский игрок в истории турнира[92].